# Villa Sena
Villa Sena es un pequeño paraje rural del partido de Rivadavia, provincia de Buenos Aires, Argentina.

## Ubicación
La localidad de ubica a 22 km al sudeste de la ciudad de América, a través de un camino rural que bordea las vías, que se desprende desde la Ruta Nacional 33.

## Población
Durante los censos nacionales del INDEC de 2001 y 2010 fue considerada como población rural dispersa.